# Rita Kassabian
 (janvier 2024).
Rita Kassabian est une compositrice née à Bikfaya au Liban et qui vit en France.

## Biographie
Rita Kassabian naît au Liban. Durant ses études, elle suit régulièrement les conseils de Walid Akl qui l'encourage à se parfaire en musique. Elle étudie, en parallèle au piano, l'harmonie, le contrepoint et l'analyse puis est admise à la Schola Cantorum de Paris dans la classe de composition et d'orchestration de Patrice Sciortino.
En 2004, Elle obtient le deuxième prix d'orchestration avec mention.
En 2005, elle obtient le premier prix d'orchestration à l'unanimité, ainsi qu'un prix de composition en musique de chambre avec mention Très Bien à l'unanimité du jury composé entre autres, de Michel Merlet et Ginette Keller, tous deux Grand Prix de Rome.
En 2006, elle suit les conseils de Pierre Doury.
La même année, elle obtient également un prix de composition en instrument seul avec mention.
En 2007, elle couronne ses études avec le premier prix de composition en musique de chambre, instrument seul, chœur et musique symphonique par le jury composé notamment de Jaques Castérède ( Grand Prix de Rome ),...
Membre de la SACEM, elle est également la présidente des associations ARKOncerts et A.R.K., le but de cette dernière étant d'encourager l'échange culturel entre les jeunes talents.
Plusieurs animations pianistiques sont programmées annuellement à Poissy et aux alentours, lors d'événements tels que les journées européennes du Patrimoine, le fête de la musique, la journée mondiale de la francophonie, etc.

## Récompenses (Paris)
Rita Kassabian reçoit de nombreux prix :
2004
- Deuxième prix d'orchestration avec mention

2005
- Premier prix d'orchestration à l'unanimité
- Prix de composition en musique de chambre avec mention Très Bien à l'unanimité

2006
- Prix de composition en instrument seul avec mention

2007
- Premier prix de composition en musique de chambre
- Premier prix de composition en instrument seul
- Premier prix de composition en chœur
- Premier prix de composition en musique symphonique

## Œuvres
- 2005 :
  - Impromptu pour 2 flûtes, violoncelle, 4 timbales et 1 harpe (prix de composition)
  - Divertissement pour saxophone ténor solo (prix de composition)

- 2006 :
  - Valse pour flûte et cordes
  - Évasions pour contrebasse seule

- 2007 : Trio pour flûte, saxophone ténor et violoncelle

- 2008 :
  - Suite pour cordes (église de la Madeleine, Paris)
  - Concerto pour flûte, orchestre à cordes, cor, harpe, timbales et percussions (église de la Madeleine, Paris)

- 2009 :
  - Fantaisie pour ensemble de flûtes (auditorium Saint Germain des Prés, Paris)
  - Concerto pour saxophone ténor, hautbois, cordes et percussions (Paris 7e)

- 2010 : Concerto pour saxophone ténor (version pour ensemble de saxophones et percussions) (église Sainte Rita, Paris 15e)

- 2018 : Concerto pour saxophone soprano, ensemble de saxophones et percussions ( Notre Dame du Liban, Paris V/

- 2019 : Concerto pour saxophone soprano, ensemble de saxophones et percussions (Temple protestant Paris 15e)

## Publications
- 2007 : Divertissement pour saxophone ténor solo, L'Harmattan
- 2009 : Fantaisie pour ensemble de flûtes, TEMO

## Concerts (Paris)
- Église de la Madeleine (2008)[4]

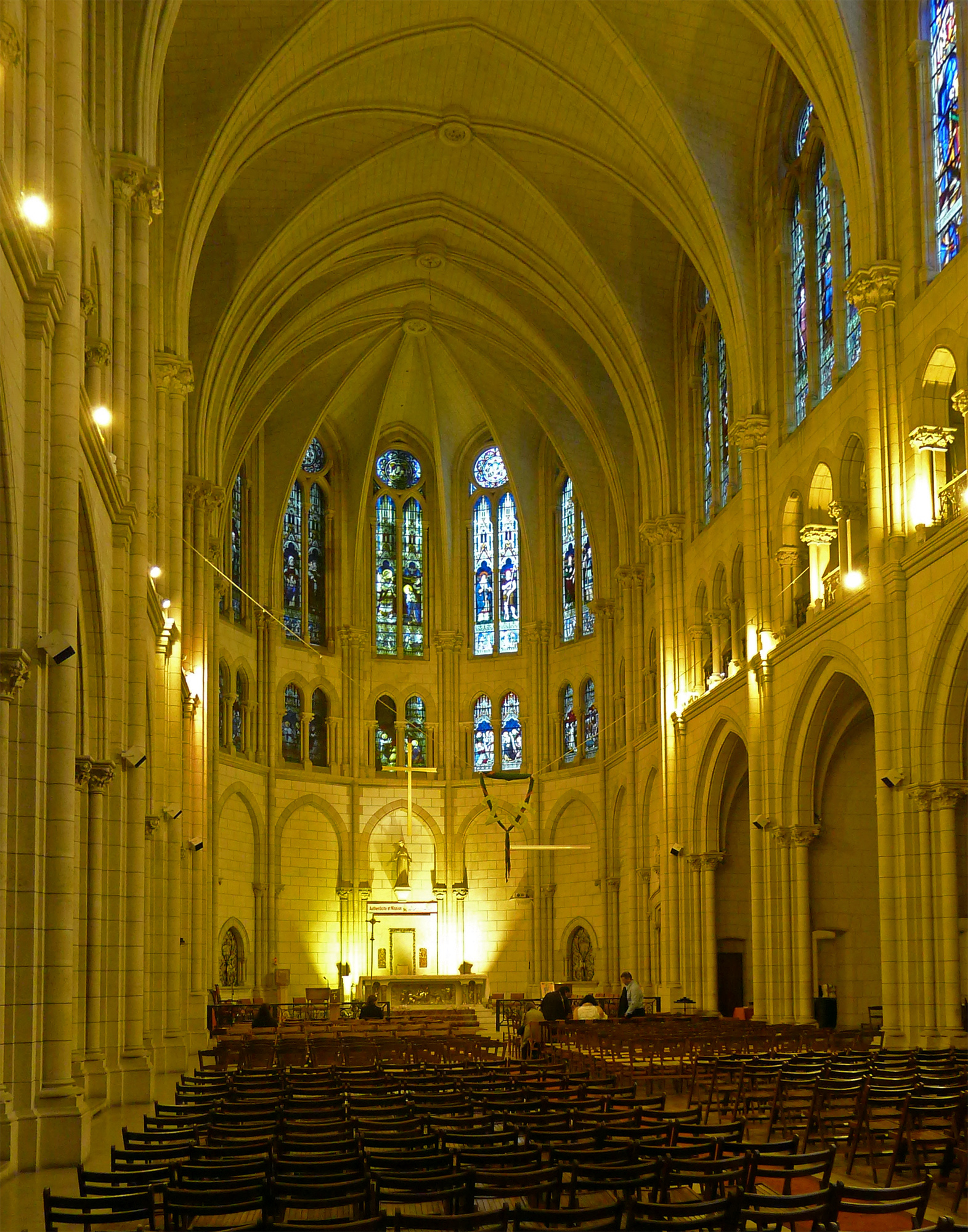
Nef et chœur de l'Église Notre Dame du Liban.

- Auditorium Saint Germain des Prés (2009)
- Théâtre du Lucernaire (2009)
- Église Sainte Rita (2010)

- Église Notre Dame du Liban (2018)

- Temple protestant (2019)